# Фемтосота

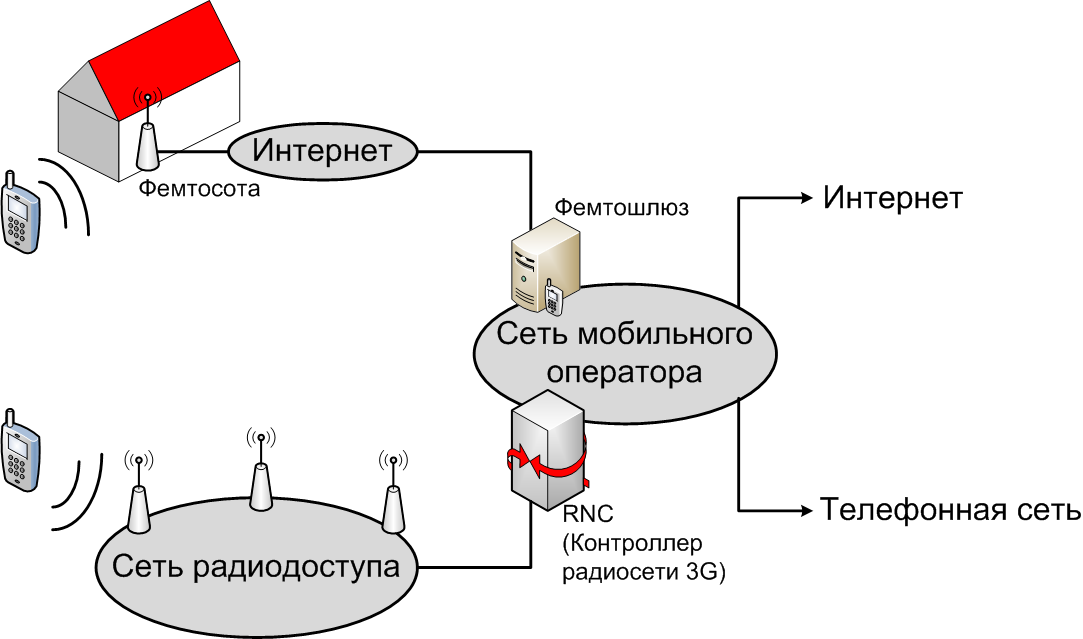
Схема подключения фемтосот к сети мобильного оператора

Фемтосота (англ. Femtocell) — маломощная и миниатюрная станция сотовой связи, предназначенная для обслуживания небольшой территории (одного офиса или квартиры). Соединяется с сетью сотового оператора через канал связи, подведённый к пользователю (публичный Интернет), обслуживает одновременно в режиме разговора определённое количество телефонов — от 4/8 для дома и малых офисов и 16/32 для предприятия. В режиме ожидания на фемтосоте может находиться намного больше пользователей.
Фемтосоты, пикосоты, метросоты, и микросоты относятся к категории так называемых «малых сот» (small cells) — маломощных беспроводных точек доступа, работающих в лицензируемом частотном спектре и управляемых оператором.

## Преимущества
Благодаря фемтосотам, покрытие сотовой сети резко улучшается именно в тех точках, где это необходимо. Предоставляет все те же функции, что и «большая» сотовая ячейка, но в одном удобном для установки устройстве, похожим на обычные роутеры. Хотя основное внимание уделяется развитию UMTS-фемтосот (стандарт 3G), они могут создаваться и для других стандартов.
Для сотового оператора даёт возможность улучшить покрытие и ёмкость сети, особенно внутри зданий. Появляется возможность предоставлять дополнительные услуги по сниженным ценам и экономить на оборудовании.
Схожие принципы использовались в технологии Fixed Mobile Convergence, однако для неё требовались двухстандартные телефоны, способные переключаться между сотовой связью и Wi-Fi-подключением.

## Особенности фемтосот, сложности при внедрении и использовании
Хотя фемтосоты могут значительно помочь оператору, для их массового внедрения существует немало технических ограничений использования.
- Взаимные помехи фемтосоты и уличной соты. Радиосигнал от фемтосоты может влиять на «глобальные» соты если использует тот же частотный диапазон. Решение для оператора может быть или в использовании другой частоты для фемтосот или при одинаковых частотах в правильном планировании, которое заключается в правильном месте расположения фемтосоты и в установке определённых параметров, сбалансирующих фемтосоту и наружную соту макросети. Предельные значения уровней перекрытия фемтосоты и уличной соты при котором не будет помех порядка — 90-95 dBm. При уровнях выше могут возникать взаимные помехи особенно когда два пользователя разговаривают рядом, но один из них разговаривает через фемтосоту а другой через уличную сот.
- Расходование спектра частот. При постройке сотовой сети операторы используют сложные технологии частотного планирования. Применить их для каждой микросоты, продаваемой пользователю, невозможно, а значит, их работа должна быть рассчитана на соседство с такими же устройствами, а также с «глобальными» сотами в узком частотном диапазоне, выделенном оператору.
- Предотвращение подключения через соседнюю фемтосоту. Могут быть ситуации, когда работа через чужую фемтосоту должна быть исключена (если предоставляются ценовые льготы или передаваемые данные должны быть секретными). В технологии заложены разные режимы авторизации, но необходим правильный подход или правильная настройка режимов авторизации точки доступа фемтосоты.
- В некоторых странах местоположение сотовых станций должно быть точно известно, в частности, это важно для экстренных вызовов. Это правило трудно соблюсти для станций, которые подключаются самостоятельно пользователем и даже могут быть перевезены в другую страну. В технологии фемтосот заложена возможность определения местоположения по определённым параметрам, но у разных производителей это решается по-разному: самый базовый способ — это сканирование наружной сети и определение своего местоположения по известным макросотам, но в условиях её отсутствия это могут быть такие параметры как IP адрес, MAC адрес вышестоящих сетевых устройств. Здесь также важна юридическая сторона контракта, где оператор разрешает использовать фемтосоту.
- Сложности с поддержкой большого количества станций. Архитектура сотовых сетей рассчитана на тысячи или десятки тысяч базовых станций, но не миллионы маленьких станций, генерирующих большую суммарную нагрузку на сеть и коммутаторы. Хотя в технологии заложено, что у фемтокластера свой фемтошлюз, который поддерживает десятки тысяч фемтосот, но он должен интегрироваться в ядро оператора и эти вопросы должны быть проработаны.
- Необходима технология бесперебойного сервиса для экстренных ситуаций, даже для случаев отключения питания и интернет-подключения. Возможное решение — резервное подключение через наземную телефонную проводку и источники бесперебойного питания. На лето 2009 года в технологии фемтосот это не предусматривается и при отключении питания или доступа в интернет связь у абонента пропадает. Поэтому большинство операторов предоставляет приоритет в обслуживании экстренных вызовов для стационарных сот.
- Интернет-подключение должно всегда резервировать необходимую пропускную способность для соты, чтобы не вызывать перебои в связи. Заложены определённые показатели ёмкости интернет канала при котором фемтосота предоставляет определённые услуги. Для голосового звонка достаточно канала небольшой ёмкости, но для предоставления услуг UMTS, например HSDPA, необходим канал определённой ёмкости.
- Соте необходим источник чрезвычайно стабильной опорной частоты, что является достаточно сложной технической задачей. Стационарные соты регулярно подвергаются подстройке по этому параметру. Синхронизация нужна для того чтобы фемтосота и уличная сота работали с одинаковым временем, для того чтобы можно обрабатывать события переходов из фемтосоты в уличную соту и согласовывать голосовые звонки между пользователями фемтосот и пользователями на других сотах. Обычно синхронизация идёт по специальному протоколу NTP внутри или снаружи IPSec туннеля, который выстаивает фемтосота через общественный интернет. Источником синхронизации служит или временные сервера установленные у оператора или сторонние сервера в интернете. У некоторых производителей (HUAWEI) фемтосоты могут брать источник синхронизацию от уличных сот.
- Сотовый терминал должен надёжно переключаться на фемтосоту когда она находится в зоне видимости, иначе эффекта от её применения не будет. Этот вопрос решается настройкой радиопараметров. Переходы из макросети в фемтосоту и обратно решаются у всех производителей по-разному и могут поддерживаться или не поддерживаться в зависимости от версии. Есть стандарт, который определяет, к чему необходимо стремиться, и производители в конкурентной борьбе совершенствуют технологию. В фемтотехнологии есть проблема переходов от уличной соты на фемтосоту. Она заключается в запаздывании обработки этого события, потому что сеть фемтосот отделена от сети уличных сот и они не успевают договориться о передаче (хендовере) от уличной сети к фемтосети во время быстрого перемещения абонентов. На 2017—2018 год при сильном развитии LTE покрытия и включённых у операторов приоритетах для сетей LTE существует проблема перевода (CSFB) из сети LTE в сеть фемтосот при поступлении или совершении голосового звонка пользователем. Телефоны не видят фемтосоту, когда находятся в сети уличных сот LTE. Данная проблема будет сохраняться до момента установки фемтосоты с наличием LTE или до момента использования голосовых звонков в стандарте LTE.

## Сравнение с пикосотами
Пикосоты — аналогичная концепция; отличается тем, что пикосота — не самостоятельная базовая станция, а лишь выносной элемент для приёма и передачи сигнала, требующий подключения к стандартному контроллеру «большой» базовой станции. Такое подключение может быть организовано по дешёвым интернет-сетям. Проблемы этого варианта заключаются в меньшей защищённости передаваемого сигнала, надёжности канала и в том, что контроллеры базовых станций не рассчитаны на большое количество ведомых передатчиков. Вопрос защищённости решается путём использования VPN.

## Внедрения
Одну из первых и больших инсталляций фемтосот создала компания Sprint (США) в городах Денвер и Индианаполис. Работа ведётся с конца 2007 г., используются фемтосоты производства Samsung Electronics, названные Sprint Airave. Поддерживаются любые телефоны, приобретённые у Sprint.
На октябрь 2009 уже есть коммерческие запуски в США у AT&T на базе оборудования IPACCESS (при участии CISCO), в английском Vodafone на базе оборудования Alcatel Lucent, в Японии Softbank на базе оборудования NEC. в Таиланде SturHub на базе оборудования HUAWEI. Коммерческие запуски в Европе на 2010 год состоялись у нескольких сотовых операторов. Самые известные — SFR (Франция) на оборудовании NEC, Optimus (Португалия) на оборудовании HUAWEI, пилотные в Telefonica, Mobicom Austria, Telecom Italia, T-mobile Германия и другие.
Компания J’son & Partners Consulting представила аналитический отчёт «Фемтосети в России и в мире».
К концу 2011 г. в мире насчитывалось более 3 млн активных фемтосот различных типов (частный и корпоративный сегмент, городские и сельские сети), то есть больше чем базовых станций 3G. По итогам 2012 г. ожидается увеличение поставок до 6 млн единиц. Продажи 3G-фемтосот будут доминировать.
Основные поставщики: ip.access, Ubiquisys, Airvana, Alcatel-Lucent, Cisco, Huawei, NEC, Nokia-Siemens Networks (NSN), Samsung, ZTE и др. Основные инсталляторы: Sprint (1 млн.), Softbank, SFR и Vodafone — по 100 тыс.), АT&T (более чем 500 тыс.).
Мощным стимулом для продвижения технологии фемтосот (малых сот) станет LTE. SK Telecom (Южная Корея) уже реализовала коммерческий проект по развёртыванию фемтосот в сети LTE. Virgin UK и Telefonica анонсировали испытания «малых сот» для LTE.

### В России
В России операторы в 2011 году запустили в эксплуатацию технологию фемтосот. По существовавшим нормам фемтосоты регистрируются в упрощённом уведомительном порядке в определённом географическом месте, на владельца — сотового оператора или абонента, но даже когда она покупается абонентом — фемтосота остаётся элементом радиосети оператора, поскольку работает в лицензионном спектре на частоте подобной ближайшей макроБС за которую платит оператор. Оператор управляет местоположением станции и мощностью её работы и другими параметрами для правильного взаимодействия с наружной макросетью. Так например в Москве на излучение 3G-сот наложены жёсткие ограничения из-за близости военных частот, поэтому фемтосоты могут иметь большое значение.
МТС уже проводили пробную эксплуатацию с положительными результатами — увеличением голосового трафика.
МегаФон в мае 2011 запустил пилотный проект опытно-коммерческой эксплуатации 1000 фемтосот в каждом филиале (федеральном субъекте), рассчитанный на полгода. В декабре 2011 оценил результаты и тенденции развития на 2012 год. Вымпелком начал с опытно-коммерческой эксплуатацией в двух регионах (Северо-Западном и Центральном) с оборудованием Alcatel-Lucent.
В июне 2011 г. в Лондоне прошёл мировой саммит по фемтосотам. В рамках саммита представитель МегаФон выступил с докладом о текущем состоянии проекта в России.
В сентябре 2011 года Дальневосточный филиал Мегафон организовал связь на базе фемтосот через спутниковый канал VSAT на парусном учебном судне «Надежда», которое принадлежит МГУ им. адм. Г. И. Невельского.
В мае 2012 стартовал в кругосветное путешествие барк Седов, на котором так же были установлены две фемтосоты для обеспечения технологической связи.